# Funkzugangsnetz
Ein Funkzugangsnetz (auch Radio Access Network, RAN) ist Teil des Mobilfunknetzes. Es besteht aus einer Basisstation, darauf laufender Software und der Antenne für die Funkverbindung zu den mobilen Endgeräten (Smartphones). Damit sorgt es für die Funkverbindung zwischen den Endgeräten und dem Kernnetz.

## Funktionen
Der Funktionsumfang des Funkzugangsnetzes ist vielseitig. Es bietet Zugriffskontrollen, die sicherstellen, dass Benutzer für die von ihnen genutzten Dienste authentifiziert werden, leitet Telefonanrufe über das öffentliche Telefonnetz weiter, ermöglicht Betreibern, Gebühren für Anrufe und Datennutzung zu erheben und verbindet Benutzer über das Internet mit dem Rest der Welt. Es steuert auch das Netzwerk, indem Übergaben (Handovers) durchgeführt werden, wenn ein Nutzer vom Sendebereich einer Antenne zur nächsten wechselt.

## Interoperabilität
Mobilfunknetzbetreibern war es über alle Generationen von Mobilfunkstandards immer möglich, einen Anbieter für ihr Kernnetz und einen separaten Anbieter für das Funkzugangsnetz zu wählen. Dadurch wurde die Interoperabilität zwischen Funkzugangsnetzgeräten verschiedener Anbieter auf Kosten der zusätzlichen Funktionsfähigkeit beeinträchtigt. Infolgedessen ist es mit aktuellen Lösungen schwierig, Anbieter für die Software, die Antenne und die Basisstation des Funkzugangsnetzes zu mischen, und in den meisten Fällen stammen diese von demselben Lieferanten. Zu den großen Anbietern zählen unter anderem Ericsson, Huawei, Samsung und Nokia.

## Technologieoffenheit
In letzter Zeit wird Open RAN (Open Radio Access Network) intensiv diskutiert. Der Standard stellt sicher, dass Hard- und Software von unterschiedlichen Lieferanten zueinander passen und gemeinsam eingesetzt werden können. Das soll die Kosten beim Aufbau und Betrieb von Mobilfunknetzen reduzieren. An den strukturellen und operativen Vorteilen von Open RAN gibt es Zweifel.
Motiviert durch die Problematik der fehlenden Interoperabilität formierte sich eine Industrieallianz, deren Ziel eine zukünftige Interoperabilität der verschiedenen Komponenten des Funkzugangsnetzes ist. Durch die Unabhängigkeit von Open RAN (unabhängige Funkzugangsnetze durch den Einsatz nicht proprietärer Technik) entsteht eine offene, cloud-native Netzarchitektur. Mobilfunkanbieter sind dadurch nicht mehr so stark von den großen Herstellern abhängig.
Anfang Mai 2019 gab es in Prag eine internationale Konferenz zur Sicherheit bei der 5G-Technik, die vor dem "Einfluss eines Drittlands" warnte.
2020 führte Telefónica Deutschland als erster Netzbetreiber Open RAN in Deutschland ein. Im Juni 2021 schaltete die Deutsche Telekom ihre ersten Standorte auf Basis von Open RAN aktiv. Im selben Jahr veröffentlichte die Vodafone Group ihre Partner für den Aufbau ihres Open-RAN-Netzwerkes. Vodafone Deutschland nahm Ende 2022 die ersten Mobilfunksendemasten auf Basis von Open RAN in Betrieb und will bis 2030 an einem Drittel der Standorte den Open-RAN-Standard unterstützen.
Ab 2022 ließ die United-Internet-Tochter 1&1 von Rakuten das erste 5G-Mobilfunknetz auf Open-RAN-Technologie in Deutschland aufbauen.   Anfang Dezember 2023  startete 1&1 ein Viertes Mobilfunknetz: mit 500 Masten. Es handelt sich um die bisher größte Implementierung dieses Standards.
Anfang Dezember 2023 kündigte der größte Mobilfunker der USA AT&T an, den Großteil seines 5G-Mobilfunknetzes durch den  schwedischen Ausrüster Ericsson auf Open RAN umrüsten zu lassen.

## Kritik
Seit 2020 läuft ein Verfahren der Deutschen Bundesregierung gegen den chinesischen Hardwarehersteller Huawei. Das Unternehmen steht im Verdacht, Spionage zu ermöglichen. Aus diesem Grund haben bereits andere G20-Staaten verboten, dass inländische Mobilfunkanbieter Huawei-Komponenten verbauen dürfen.
2021 veröffentlichte das Bundesamt für Sicherheit in der Informationstechnik (BSI) eine Risikoanalyse von Open RAN. Diese legte in Schnittstellen und Komponenten mittlere bis hohe Sicherheitslücken offen, die von den Netzbetreibern beachtet werden müssen.